# Gmina Marcinowice
Die Gmina Marcinowice ist eine Landgemeinde im Powiat Świdnicki der Woiwodschaft Niederschlesien in Polen. Ihr Sitz ist das gleichnamige Dorf (deutsch Groß Merzdorf).

## Geographie
Die Gemeinde liegt im Sudetenvorland in einem Tal der Schweidnitzer Weistritz etwa sieben Kilometer nordöstlich von Świdnica. Sie grenzt an den Landschaftspark Ślęża (Ślężański Park Krajobrazowy), ein beliebtes Naherholungsgebiet.

## Gliederung
Zur Landgemeinde Marcinowice gehören folgende Dörfer (deutsche Namen, amtlich bis 1945) mit einem Schulzenamt:
Biała (Klein Bielau)
Chwałków (Qualkau)
Gola Świdnicka (Guhlau)
Gruszów (Birkholz)
Kątki (Käntchen)
Klecin (Klettendorf)
Krasków (Kratzkau)
Marcinowice (Groß Merzdorf)
Mysłaków (Kaltenbrunn)
Sady (Krotzel)
Stefanowice (Stäubchen)
Strzelce (Strehlitz)
Szczepanów (Stephanshain)
Śmiałowice (Schmeltwitz)
Tąpadła (Tampadel)
Tworzyjanów (Floriansdorf)
Wirki (Klein Wierau)
Wiry (Groß Wierau)
Zebrzydów (Seiferdau)

## Persönlichkeiten
- Herbert Kroker (1929–2022), Kombinatsdirektor und SED-Funktionär, geboren in Groß Merzdorf

## Verkehr
Marcinowice hatte einen Bahnhof an der Bahnstrecke Wrocław–Jedlina-Zdrój.